# Ottmar Gerster

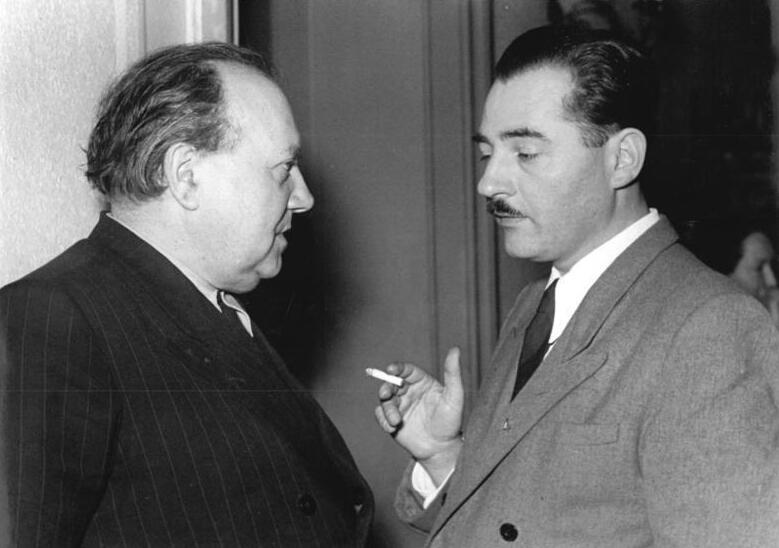
Ottmar Gerster (links) mit Guido Masanetz, 1952

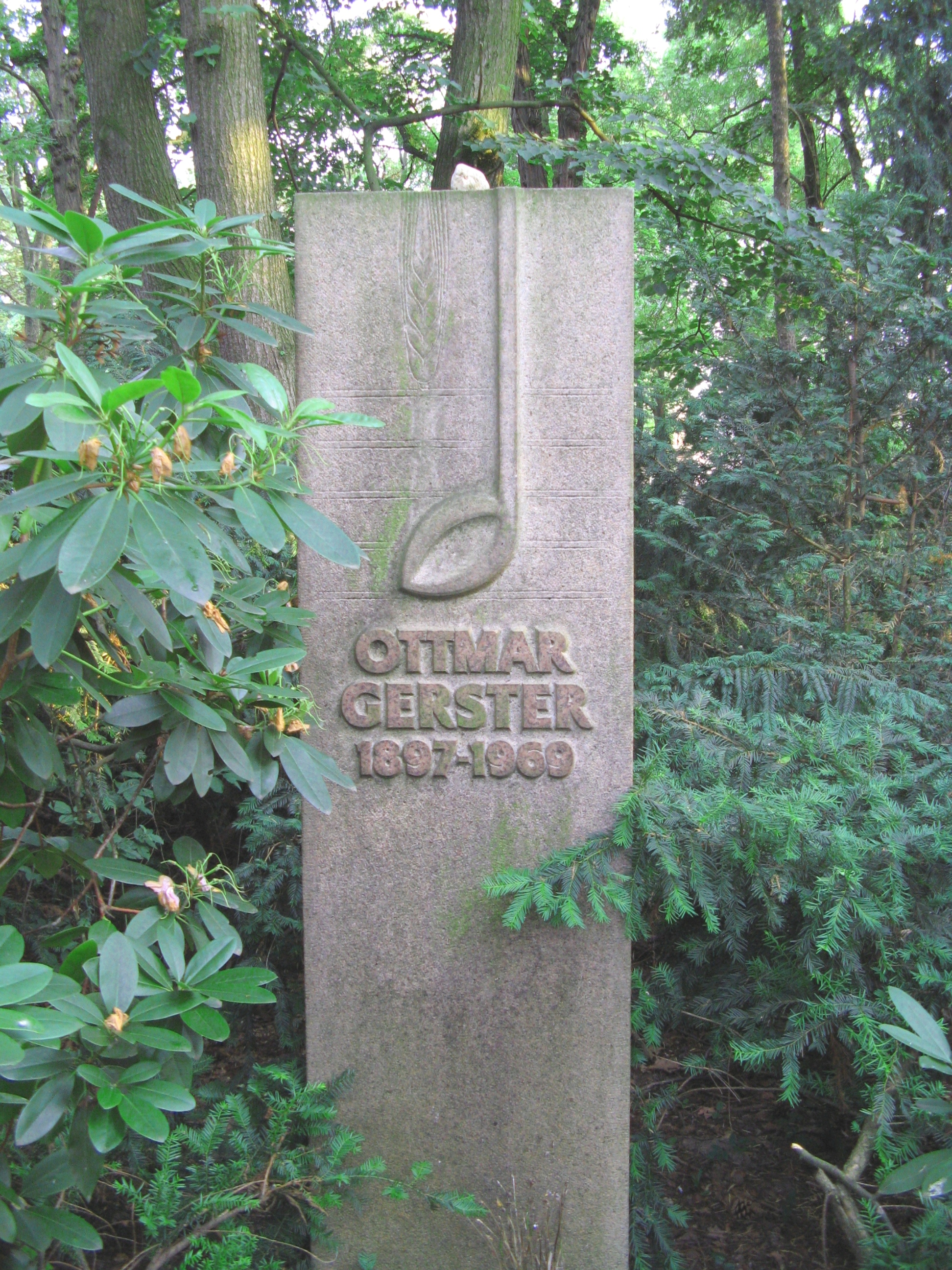
Grabstätte von Ottmar Gerster auf dem Leipziger Südfriedhof (2007)

Ottmar Gerster (* 29. Juni 1897 in Braunfels, Hessen; † 31. August 1969 in Borsdorf bei Leipzig) war ein deutscher Komponist, Bratschist und Dirigent. Gerster verfasste sowohl unter der NS-Herrschaft als auch in der DDR Kompositionen im Sinne des jeweils herrschenden Regimes.

## Leben
Gerster, der Sohn eines Nervenarztes und einer Pianistin, erhielt zunächst Violin- und Klavierunterricht. 1913 begann er ein Studium am Dr. Hoch’s Konservatorium in Frankfurt, u. a. bei Bernhard Sekles (Improvisation) und Adolf Rebner (Violine). Dort machte er auch die Bekanntschaft mit Paul Hindemith. In den Jahren 1916 bis 1918 musste er seine Studien vorübergehend unterbrechen, da er zum Militärdienst einberufen wurde, doch 1920 konnte er sie erfolgreich abschließen. Ab 1921 war Gerster im Frankfurter Sinfonieorchester tätig, zunächst als Konzertmeister, von 1923 bis 1927 als Solobratschist. In den 1920er Jahren schloss sich Gerster der Arbeiterbewegung an und betreute Arbeitergesangsvereine. Von 1927 bis 1947 wirkte er als Dozent für Violine, Viola, Kammermusik, Musiktheorie und Komposition an der Folkwangschule in Essen.

### Zeit in der NS-Diktatur
Während der Zeit des Nationalsozialismus komponierte er zu regimetreuen Texten, wie 1933 einen Weihespruch und einen Kampfchoral der Deutschen Christen Ihr sollt brennen auf einen Text von Baldur von Schirach, oder 1936 das Volksspiel Die fremde Braut sowie das Chorlied Deutsche Flieger voraus. Im Jahre 1939 musste er für kurze Zeit Wehrdienst als Straßenbausoldat leisten. 1940 komponierte er auf einen eigenen Text das Lied der Essener Straßenbaukompanien. 1941 erlebte seine Oper Die Hexe von Passau ihre Uraufführung in Düsseldorf, weitere Aufführungen folgten unmittelbar in Bremen, Magdeburg, Essen und Liegnitz. Für diese Oper wurde er im selben Jahr mit dem Robert-Schumann-Preis der Stadt Düsseldorf ausgezeichnet. 1943 erhielt er durch die Reichsstelle für Musikbearbeitung einen mit 50.000 RM verbundenen staatlichen Auftrag zur Komposition seiner Oper Rappelkopf (später dann Das verzauberte Ich). In der Endphase des Zweiten Weltkriegs nahm ihn Adolf Hitler im August 1944 in die Gottbegnadeten-Liste der in seinen Augen wichtigsten Komponisten auf, was ihn von jeglichem weiteren Kriegseinsatz, auch an der Heimatfront befreite.

### Zeit in der DDR-Diktatur
Nach 1945 stand Gerster auf den „Schwarzen Listen“ der US-Militärregierung, blieb aber weiterhin als Dozent in Essen tätig. 1946 wurde er Mitglied der SED. 1947 nahm er eine Professur für Komposition an der Musikhochschule in Weimar an. Dort wirkte er bis 1951, seit 1948 als Direktor. Am 12. Oktober 1949 wurde ihm und Hanns Eisler der von Johannes R. Becher geschriebene Text der DDR-Nationalhymne zur Vertonung zugesandt. Hanns Eislers Version wurde ausgewählt. 1950 war Gerster Gründungsmitglied der Deutschen Akademie der Künste in Berlin. 1951 wechselte er an die Hochschule für Musik in Leipzig, wo er bis zu seiner Emeritierung 1962 blieb. Von 1951 bis 1968 war er Vorsitzender des Verbandes der Komponisten und Musikwissenschaftler der DDR. Ein besonders erfolgreiches Werk Gersters war die zum hundertjährigen Jubiläum der Revolution von 1848 komponierte Festouvertüre 1948. Das offiziell als Werk von „hoher sozialistischer Qualität“ gelobte Werk beginnt mit dem Kampflied Die Internationale, auf das die Marseillaise und zahlreiche Arbeiterhymnen folgen. Das musikalisch überaus einfach und im Sinne der sozialistischen Kunstauffassung „leicht fasslich“ und „volkstümlich“ gehaltene Werk wurde anlässlich der 1. Kulturtagung der SED vom 5. bis 7. Mai 1948 uraufgeführt und zählt zu den am häufigsten aufgeführten Kompositionen in der DDR.

## Stil
Gerster war ein relativ traditioneller Komponist. Er bewegt sich stets im Rahmen der erweiterten Tonalität, wobei er häufig Kirchentonarten verwendete. Seine Harmonik baut wesentlich auf Quinten und Quarten auf. Auch die Form seiner Werke orientiert sich an klassischen Schemata (wie der Sonatenform). Er fühlte sich zeitlebens mit dem Volkslied verbunden und benutzte in seinen Werken teilweise originale Volksweisen. Außerdem fällt eine Betonung auf dem „Handwerklichen“ in seiner Tonsprache auf. Gerster orientierte sich schon früh an Ansprüchen einer Musik für Massen, sodass er in der DDR keine Probleme hatte, die (zumindest Anfang der 1950er Jahre geforderten) „Richtlinien des Sozialistischen Realismus“ zu befolgen. Häufig fällt ein gewisser neoklassizistischer Einschlag auf, aber auch großes Pathos ist Gerster keineswegs fremd. Teilweise ähnelt sein Stil dem seines Studienkollegen Hindemith.
Für modernere Verfahren wie die Zwölftontechnik interessierte sich Gerster kaum; letztere hat er nie in seinen Werken eingesetzt, sondern nur in Einzelfällen (wie in der Einleitung des Finales seiner dritten Sinfonie) Melodien komponiert, die aus allen zwölf Tönen der chromatischen Skala bestehen, doch selbst dies blieb die Ausnahme in seinem Schaffen. Während sich Gerster zu Lebzeiten ungemeiner Popularität erfreute – er zählte zu den wichtigsten Komponisten der ersten zwei Jahrzehnte der DDR –, wurde er später so gut wie vergessen.

## Politische Kritik
Der Musikwissenschaftler Friedrich Geiger beurteilt Gersters Wirken in der DDR als einen reibungslos vollzogenen doppelten Seitenwechsel vom Komponisten der Arbeiter zum NS-Komponisten und schließlich zum Vorzeigemusiker der DDR. Ein gemeinsamer Nenner sei der appellative Charakter seiner Musik, dessen politische Inhalte schlicht ausgetauscht wurden.

## Auszeichnungen
- 1926: Schott-Preis
- 1941: Robert-Schumann-Preis der Stadt Düsseldorf
- 1951: Nationalpreis der DDR II. Klasse für Kunst und Literatur
- 1962: Vaterländischer Verdienstorden in Silber
- 1965: Kunstpreis der Stadt Leipzig
- 1967: Nationalpreis der DDR I. Klasse für Kunst und Literatur

## Werke
- Orchesterwerke
  - Tanzsuite im alten Stil (1934)
  - Sinfonie Nr. 1 Kleine Sinfonie (1933/34)
  - Festliche Musik (1935)
  - Ernste Musik (Auf den Tod eines Fliegers) (1938)
  - Sinfonie Nr. 2 Thüringische Sinfonie (1949–1952)
  - Sinfonie Nr. 3 Leipziger Sinfonie mit Schlusschor (1964/65, 2. Fassung 1966)
  - Sinfonie Nr. 4 Weimarer Sinfonie (nur 1. Satz vollendet, 1969. Zum 20. Jahrestag der DDR)
  - Oberhessische Bauerntänze (1938)
  - Toccata (1941/42)
  - Festouvertüre 1948 (1948)
  - Dresdener Suite (1956)
- Konzerte
  - Klavierkonzert in A (1931, rev. 1955)
  - Violinkonzert (1939)
  - Concertino für Viola und Kammerorchester op. 16 (1930)
  - Violoncellokonzert D-Dur (vor 1946)
  - Hornkonzert (1958)
  - Capriccietto für vier Pauken und Streichorchester (um 1932)
- Bühnenwerke
  - Madame Liselotte, Oper (1932/33; UA am 21. Oktober 1933, Essen)
  - Enoch Arden oder Der Möwenschrei, Oper (1935/36; UA am 15. November 1936, Düsseldorf; Text: Karl Michael Freiherr von Levetzow)
  - Hessisches Hochzeitstanzspiel, Ballett (1938)
  - Der ewige Kreis, Ballett (1939)
  - Die Hexe von Passau, Oper (1939–1941; UA am 11. Oktober 1941, Düsseldorf)
  - Das verzauberte Ich, Oper (1943–1948, UA 1949, Wuppertal)
  - Der fröhliche Sünder, Oper (1960–1962)
- Sonstige Vokalwerke
  - Das Lied vom Arbeitsmann (1928)
  - Der geheimnisvolle Trompeter, Kantate (1928)
  - Soldantenlied (Goethe) Männerchor und Orchester (1930)
  - Wir!, sozialistisches Festspiel (1931/32)
  - Ihr sollt brennen, Kampfchoral der Deutschen Christen (Text: Baldur von Schirach, 1933)
  -  Hymnus an die Sonne (Andersen), Männerchor und Orchester (1937)
  - Hanseatenfahrt (Höpner), Männerchor und Orchester (1941)
  - Gedenket ihrer, Kantate für Sopran, Sprecher, Männerchor und Orchester (1939, zum Heldengedenktag)
  - Eisenhüttenkombinat Ost, Kantate (1951)
  - Sein rotes Banner, Lied auf Karl Marx (1954)
  - Ballade vom Manne Karl Marx und der Veränderung der Welt (Text: Walther Victor, 1958)
  - zahlreiche Chöre
  - Lieder
  - Volksliedbearbeitungen
- Kammermusik
  - Streichquartett Nr. 1 in D (1920/21)
  - Divertimento für Geige und Bratsche (1927)
  - Heitere Musik für 5 Blasinstrumente (1936)
  - Streichquartett Nr. 2 in C (1954)
  - Streichtrio op. 42 (um 1922)
  - Streichsextett in c op. 5 (1921/22)
  - Sonate für Violine und Klavier (1950/51)
  - Sonate für Viola und Klavier Nr. 1 in D (1919–1922)
  - Sonate für Viola und Klavier Nr. 2 in F (1954/55)
  - Schweinequartett für 4 Kontrabässe (1932)
  - Sonatine für Oboe und Klavier (1969)
  - Werke für Akkordeon
- Klaviermusik
  - Phantasie in G op. 9 (1922)
  - Sonatine (1922/23)
  - weitere kleinere Stücke
- Filmmusik
- 1954: Geschichte einer Straße

(die meisten Werke wurden bei B. Schott’s Söhne, Mainz verlegt)

## Sonstiges
Die öffentliche Musikschule Weimar trug von 1975 bis 2016 den Namen Ottmar Gersters.